# Еванђелиста Торичели
Еванђелиста Торичели (итал. Evangelista Torricelli; Фаенца, 15. октобар 1608 — Фиренца, 25. октобар 1647) био је италијански физичар и математичар, најпознатији по свом изуму барометра.

## Биографија

### Младост
Торичели је рођен 15. октобра 1608. у Фаенци у покрајини Равена, тада делу Папске државе, као прворођено дете Гаспареа Торичелија и Катерина Ангети. Његов отац је био текстилни радник, а његова породица врло сиромашна. Увидевши његов таленат, родитељи су га послали да се образује под надзором свог стрица Јакобоа, камалдолијанског редовника, који се прво побринуо да његов нећак добије широко основно образовање. Затим је уписао младог Торичелија на језуитски факултет 1624, вероватно онај у самој Фаенци, да студира математику и филозофију, све од 1626. када му је преминуо отац. Стриц је затим послао Торичелија у Рим да проучава природне науке код бенедиктанског редовника Бенедета Кастелија, професора математике на факултету Сапијенца (данас познат под именом Сапијенца универзитет у Риму).

### Каријера
Године 1632, убрзо по објављивању Галилејевог Дијалога о две нове науке, Торичели је написао Галилеју да ју је прочитао „са задовољством [...] неко, ко је већ марљиво практиковао целу геометрију [...] и прочавао Птолемеја и видео скоро све од Тиха Брахеа, Кеплера и Лонгомонтанус, коначно је, присиљен многим подударностима, почео је да следи Коперника, и био је Галилејевац професионално и секташки“. (Папа је осудио Галилеја у јуну 1633. и то је био једини пример у ком је Торичели отворено признао да дели Коперникова гледишта.) 
Осим неколико писама, мало се зна о Торичелијевим активностима између 1632. и 1641. када је Кастели послао Галилеју Торичелијев монографију о путањи пројектила, који је тада био затвореник у својој вили у Арчетрију. Иако је Галилеј отворено позивао Торичелија да га посети, он то није прихватио све до три месеца пре Галилејеве смрти. Ипак, током свог боравка, Торичели је написао Пети дан Галилејевих Дискурса. Након Галилејеве смрти 8. јануара 1642. велики војвода Фердинандо II де Медичи га је замолио да наследи Галилеја на месту математичара великог војводе и професора математике на Универзитету у Пизи. У овој улози Торичели је решио неке тадашње велике проблеме, као што је проналажење површине циклоиде и њеног тежишта. Такође је пројектовао и изградио бројне телескопе и просте микроскопе; неколико великих сочива са његовим угравираним именом се још увек чувају у Фиренци. Торичели је 11. јуна 1644. напсао чувено писмо Микеланђелу Рици: 
Noi viviamo sommersi nel fondo d'un pelago d'aria. (Ми живимо зароњени на дну океана ваздуха.)

### Смрт
Торичели је преминуо у Фиренци 25. октобра 1647. неколико дана пошто је добио тифус, и сахрањен је у Базилици Светог Лоренца. Астероид 7437 Торичели је назван у његову част. Торичели је оставио сву своју имовину свом усвојеном сину Александру.

## Торичелијев допринос физици
Читање Галилејевог Дијалога од две нове науке (1638) га је инспирисало на развој тамо изнетих механичких принципа, које је он оличио у расправи „О кретању“ (лат. De motu), које је штампано са његовим делом „Радови о геометрији“ (лат. Opera geometrica) 1644. Његова преписка преко Кастелија са Галилејем 1641, и Галилејев предлог да Торичели дође код њега, утицало је на Торичелија да оде у Фиренцу, где је упознао Галилеја и радио као његов преписивач током његова три преостала месеца живота.

### Барометар
Ovako je to pocelo. Главни Торичелијев изум био је барометар са живом, који је настао из решавања једног практичног проблема. Радници који су правили пумпе за фонтану коју је наручио велики војвода Тоскане покушали су да подигне воду са дубине од 12 или више метара, али су закључили да је 10 метара била граница са усисном пумпом (што је описано у Галилеовом „Дијалогу“). Торичели је користио живу , четрнаест пута гушћу од воде. Торичели је 1643. године направио цев дугу отприлике један метар, затворену на врху, напуни је живом и поставито је вертикално тако да жива може да цури. Стуб живе се зауставио на висине од око 76 cm, а изнад је остао Торичелијев вакуум. Као што данас знамо, висина стуба живе осцилирала је са променом атмосферског притиска, а ово је био први барометар. Откриће принципа рада барометра је овековечила Торичелијеву славу. Јединица тор, која се користи за мерење притиска у вакууму, добила је име по Торичелију. To je bio kraj

### Торичелијев закон
Торичели је такође открио Торичелијев закон, у погледу брзину флуида који тече из отвора, за који се касније показало да је посебан случај Бернулијевог принципа.

### Разлог настанка ветра
Торичели је први дао научни разлог настанка ветра:
... ветрови настају због разлика у температури ваздуха, и отуда густини, између два региона на земљи.

## Торичелијев рад у математици
Торичели је такође познат по открићу Торичелијеве трубе (данас можда познатије под чешћим именом Гаврилова труба), чија је површина бесконачна, али чија је запремина коначна. Ово је сматрано невероватним парадоксом у то време, чак и од самог Торичелија, и изазвало је жестоку расправу о природи бесконачности.
Торичели је такође био пионир у области бесконачних низова. У свом делу О димензији параболе лат. De dimensione parabolae из 1644, Торичели је разматрао опадајући низ позитивних чланова {\displaystyle a_{0},a_{1},a_{2}\cdots } и показао је да је одговарајући телескопски ред {\displaystyle (a_{0}-a_{1})+(a_{1}-a_{2})+\cdots } обавезно конвергира {\displaystyle a_{0}-L}, где је L ограничење низа, и на овај начин дао доказ формуле за суму геометријског низа.